# Friedrich von Schelling

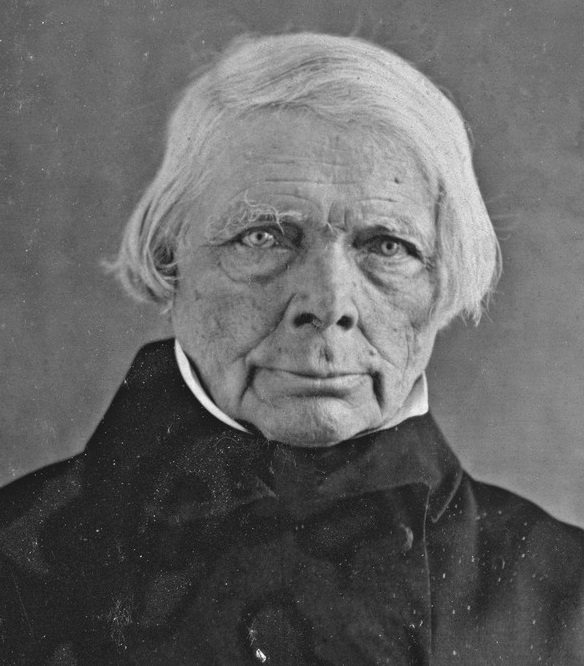
F.W.J. Schelling in 1848

Friedrich Wilhelm Joseph Schelling (Leonberg, 27 januari 1775 - Bad Ragaz 20 augustus 1854), later von Schelling was een Duitse romantische filosoof. Hij was professor in de filosofie in onder andere Jena, München en Berlijn. Schelling kan beschouwd worden als een vertegenwoordiger van het Duitse idealisme. Schelling bedacht onder meer de identiteitsfilosofie, volgens welke subject en object, denken en zijn, geest en materie slechts in schijn verschillende, maar in wezen identieke verschijningsvormen zijn van één enkele werkelijkheid.
In de geschiedenis van de filosofie wordt hij beschouwd als het middelpunt in de ontwikkeling van het Duitse idealisme, waar hij gesitueerd wordt tussen Fichte, zijn leermeester voor 1800, en Hegel, met wie hij een kamer deelde op de universiteit. De interpretatie van Schellings filosofie is vaak moeilijk door zijn veranderende karakter. Sommige onderzoekers bestempelen hem als een proteïsch denker die, hoewel zeer briljant, van het ene onderwerp naar het andere sprong, omdat hij niet synthetisch genoeg kon denken om tot een gesloten filosofisch systeem te komen. Anderen weerleggen dit bezwaar van versplinterdheid bij Schelling en leggen er eerder de nadruk op dat zijn filosofie altijd gericht was op enkele algemene thema’s, in het bijzonder menselijke vrijheid, het absolute en de relatie tussen natuur en geest.
Schellings denken is nooit echt populair geweest in de Angelsaksische wereld. Dit sproot niet alleen voort uit de invloed van Hegel, wiens belangrijkste werken Schelling afschilderen als een voetnoot in de ontwikkeling van het idealisme, maar ook door zijn Naturphilosophie, die door wetenschappers werd afgedaan als ‘dwaze’ vergelijkingen en een gebrek aan empirische oriëntatie. Sinds de jaren zeventig is er enige herleving van de belangstelling.

## Zijn leven

### Vroege jaren
Schelling is geboren in Leonberg in Württemberg (nu Baden-Württemberg). Hij ging naar de kloosterschool in Bebenhausen, nabij Tübingen, waar zijn vader kapelaan en professor Oriëntalistiek was. Van 1783 tot 1784 ging hij naar de Latijnse school in Nürtingen en leerde hij Friedrich Hölderlin kennen. Op 16-jarige leeftijd kreeg hij de toestemming om zich in te schrijven aan het Tübinger Stift (seminarie van de Protestantse Evangelische Staatskerk in Württemberg), hoewel hij nog niet de noodzakelijke leeftijdsgrens van 20 jaar had bereikt. Aan het Stift deelde hij een kamer met Georg Hegel en Hölderlin, en de drie werden er goede vrienden. Schelling bestudeerde de Kerkvaders en de oude Griekse filosofen. Zijn interesse verschoof langzaam van lutheraanse theologie naar filosofie. In 1792 studeerde hij af aan de faculteit wijsbegeerte, en in 1793 droeg hij bij tot Heinrich Eberhard Gottlob Paulus’ Memorabilien; in 1795 werkte hij zijn doctoraatsthesis in de theologie af, getiteld De Marcione Paullinarum epistolarum emendatore. Ondertussen was hij begonnen met Kant en Fichte te bestuderen, die een grote invloed op hem hadden. In 1794 publiceerde Schelling een verhandeling over het denken van Fichte, Uber die Möglichkeit einer Form der Philosophie überhaupt. Dit werk kreeg erkenning van Fichte zelf, waardoor Schelling onmiddellijk een reputatie verwierf onder filosofen. Zijn meest uitgebreide werk, Vom Ich als Prinzip der Philosophie, oder über das Unbedingte im menschlichen Wissen, bleef binnen de grenzen van het fichtiaanse idealisme, hoewel het de neiging vertoonde de fichtiaanse methode een eerder objectieve toepassing te geven en het te verenigen met Spinoza’s inzichten.

### Filosofie van de natuur
Terwijl hij twee kinderen van aristocratische afkomst onderwees, begeleidde hij hen naar Leipzig en had daar de kans lessen te volgen aan de Universiteit van Leipzig, waar hij gefascineerd raakte door hedendaagse fysische studies, inclusief chemie en biologie. In deze periode bracht hij ook een bezoek aan Dresden, waar hij verschillende collecties zag van de keurvorst van Saksen, naar dewelke hij later nog zou verwijzen in zijn denken over kunst.

Na twee jaar privéleraar te zijn geweest, werd hij in 1798, nog maar 23 jaar oud, naar Jena geroepen als onbetaald professor in de filosofie. Hij had eerder al artikels en besprekingen geschreven voor het Philosophisches Journal van Fichte en Friedrich Immanuel Niethammer en had zichzelf geworpen in de studie van de fysische en medische wetenschap. In 1795 publiceerde hij Philosophische Briefe über Dogmatismus und Kritizismus, bestaande uit tien brieven gericht aan een onbekende gesprekspartner, ter verdediging en als kritiek op het kantiaanse systeem; in 1797 publiceerde hij het essay Neue Deduction des Naturrechts, dat anticipeerde op Fichtes behandeling van dit onderwerp in Grundlage des Naturrechts. Zijn studies in de fysische wetenschap wierpen hun vruchten af in Ideen zur einer Philosophie der Natur (1797) en de verhandeling Von der Weltseele (1798). In Ideen verwees Schelling naar Leibniz en citeerde uit diens Monadologie. Tijdens zijn natuurfilosofische periode vatte hij een grote bewondering op voor Leibniz en diens visie op de natuur.

Schellings verblijf in Jena (1798-1803) plaatste hem in het centrum van de intellectuele Romantiek. Hij onderhield een goede verstandhouding met Johann Wolfgang Goethe, die de poëtische kwaliteit van de Naturphilosophie, in de vorm van Von der Weltseele, wist te appreciëren. Als eerste minister van het hertogdom Saksen-Weimar, nodigde Goethe Schelling uit in Jena. Aan de andere kant stond Schelling afkerig tegenover Friedrich Schillers ethisch idealisme dat in zijn werk de toon aangaf. Nochtans heeft Schelling waarschijnlijk Schillers werken over esthetiek bestudeerd: later, in zijn Vorlesung über die Philosophie der Kunst, toonde Schelling weinig interesse in Schillers literaire prestaties, maar diens theorie over het hoogste werd er nader besproken met een diep respect.

In Jena schreef en publiceerde hij verschillende boeken en verhandelingen. In het begin kon hij goed overweg met Fichte, maar door hun verschillende opvattingen, over de natuur in het bijzonder, divergeerde hun denken steeds meer. Fichte was er niet mee ingenomen dat Schelling zoveel interesse toonde in de natuur en gaf hem de raad zich te concentreren op filosofie in zijn oorspronkelijke betekenis, waarmee hij de transcendentaalfilosofie bedoelde en meer specifiek Fichtes eigen Wissenschaftlehre. Schelling was aanvankelijk optimistisch over hun meningsverschillen en dacht dat Fichte uiteindelijk zou begrijpen waar hij mee bezig was, omdat hij zijn natuurfilosofie als een belangrijke verbetering beschouwde van Fichtes idealisme. In 1800 publiceerde Schelling een van zijn meest opmerkelijke werken System des transcendentalen Idealismus. In dit boek beschreef hij transcendentaal- en natuurfilosofie als complementair. Fichte reageerde door te stellen dat het werk op een vals filosofisch principe berustte: in Fichtes theorie kon natuur als Nicht-Ich geen subject zijn van een filosofie waarvan de belangrijkste inhoud de subjectieve activiteit van het menselijk intellect was. De definitieve breuk kwam er in 1800, nadat Schelling Darstellung des Systems meiner Philosophie publiceerde. Voor Fichte was deze titel absurd, omdat filosofie volgens hem niet gepersonaliseerd kon worden. Meer nog, in dit boek sprak Schelling publiekelijk zijn waardering voor Spinoza uit, wiens werk Fichte had bestempeld als dogmatisme, en hij verklaarde dat natuur en geest enkel verschilden in kwantiteit, maar in essentie identiek waren. Volgens Schelling was het absolute de onverschilligheid of de identiteit, die hij als een essentieel onderwerp beschouwde van de filosofie.
Schelling, die stilaan de erkende leider werd van de Romantische school, begon Fichtes denken af te wijzen als koud en abstract. Schelling was vooral bevriend met August Wilhelm von Schlegel en diens vrouw, Caroline. Er werd nagedacht over een huwelijk tussen Schelling en de jongste dochter van Caroline, Auguste Böhmer. Auguste stierf echter aan dysenterie in 1800, waarna velen de schuld aan Schelling gaven omdat hij toezicht hield op de behandeling. Robert J. Richards toonde in zijn boek The Romantic conception of life echter aan dat Schellings interventies niet alleen niet-gepast, maar eerder irrelevant waren, aangezien de aanwezige dokters benadrukten dat Auguste’s ziekte onontkoombaar fataal zou aflopen. Auguste’s dood bracht Schelling en Caroline echter nog dichter bij elkaar. Schlegel verhuisde naar Berlijn en met de hulp van Goethe werd de scheiding geregeld. Op 2 juni 1803 trouwde hij met Caroline en trok hij weg uit Jena. Tijdens de huwelijksceremonie zag hij zijn studiegenoot Hölderlin, die op dat moment al mentale problemen had, voor het laatst.

In zijn periode in Jena had Schelling opnieuw een nauwe band met Hegel. Met de hulp van Schelling kon Hegel ‘’Privatdocent’’ worden aan de universiteit van Jena. Hegel schreef een boek getiteld Differenz des Fichte’schen und Schelling’schen Systems der Philosophie en steunde Schellings positie tegen zijn idealistische voorgangers, Fichte en Reinhold. Vanaf januari 1802 publiceerden Hegel en Schelling het Kritisches Journal der Philosophie als co-editors, waarin artikels werden gepubliceerd over natuurfilosofie. Schelling had het echter te druk om zich veel in te laten met het redigeren, waardoor het tijdschrift voornamelijk Hegels publicatie werd en zijn denken zich kon ontwikkelen los van Schelling. Het tijdschrift hield op te bestaan in de lente van 1803, toen Schelling verhuisde van Jena naar Würzburg.

Van september 1803 tot april 1806 was Schelling professor aan de nieuwe universiteit van Würzburg. Deze periode werd gekenmerkt door een aanzienlijke verandering in zijn inzichten en door een definitieve breuk met Fichte en Hegel. In Würzburg, een conservatieve katholieke stad, had Schelling veel vijanden onder zijn collega’s en in het bestuur. Hij verhuisde in 1806 naar München, waar hij een staatsfunctie vond, eerst bij de Bayerische Akademie der Wissenschaften en als secretaris van de Akademie der Bildenden Künste, en later als secretaris van de Philosophische Klasse van de Akademie der Wissenschaften. 1806 was ook het jaar waarin Schelling een boek publiceerde waarin hij Fichte openlijk bij naam bekritiseerde. In 1807 kreeg hij het manuscript van Hegels Phaenomenologie des Geistes, dat Hegel hem gezonden had met de vraag er een voorwoord voor te schrijven. Hij was evenwel verbaasd kleinerende opmerkingen te vinden die verwezen naar zijn eigen filosofische theorie, waardoor hij aan Hegel vroeg zijn stelling te verduidelijken, of hij de spot dreef met Schellings volgelingen of met hemzelf. Hegel gaf hier nooit een antwoord op. In hetzelfde jaar gaf Schelling een lezing over de relatie tussen visuele kunst en natuur aan de Akademie der Bildenden Künste van München, en Hegel schreef er een scherpe kritiek over naar een van zijn vrienden. Na dat jaar lagen ze constant in de clinch tijdens lezingen en in boeken tot het einde van hun leven.

### Periode in München
Zonder officieel ontslag te nemen in München, gaf hij een korte tijd les in Stuttgart (Stuttgarter Privatvorlesungen, 1810) en zeven jaar in Erlangen (1820-27). In 1809 stierf Caroline, net voor hij Freiheitschrift publiceerde, het laatste boek dat hij tijdens zijn leven zou publiceren. Drie jaar later werd hij door Goethe voorgesteld aan een van Carolines vriendinnen, Pauline Gotter, in wie hij een betrouwbare gezel vond.

Tijdens zijn lange verblijf in München (1806-41) kwam Schellings literaire activiteit langzaamaan tot stilstand. De Aforismen über die Naturphilosophie gepubliceerd in de Jahrbücher der Medicin als Wissenschaft waren grotendeels uittreksels uit zijn lezingen in Würzburg, en het Denkmal der Schrift von den göttlichen Dingen des Herrn Jacobi was een antwoord op een aanval van Friedrich Heinrich Jacobi (ze beschuldigden elkaar van atheïsme). Het enige werk van belang is de Philosophische Untersuchungen über das Wesen der menschlichen Freiheit und die damit zusammenhängenden Gegenstände, dat de gedachten van het eerder werk Philosophie und Religion (1804) uitdroeg, meer en meer neigend naar een mysticisme. In tegenstelling tot zijn werken in Jena is het kwaad nu niet een kwantitatief verschil tussen de realiteit en het ideaal, maar iets substantieel. Dit werk hernam duidelijk het kantiaanse verschil tussen intelligibel en empirisch. Anderzijds noemde Schelling vrijheid “een mogelijkheid voor goed en kwaad”.

Het traktaat Über die Gottheiten zu Samothrake, verschenen in 1815, ogenschijnlijk een onderdeel van een groter werk, Die Weltalter, dat regelmatig werd aangekondigd als klaar voor publicatie, maar waarvan slechts weinig ooit geschreven werd. Schelling wou Die Weltalter schrijven in drie delen, respectievelijk over het verleden, het heden en de toekomst; hij begon echter alleen aan het eerste deel, dat hij meermaals herschreef en uiteindelijk ongepubliceerd liet. Voor de andere twee delen raakte hij niet verder dan plannen. Christopher John Murray beschreef het werk als volgt: 

“Building on the premise that philosophy cannot ultimately explain existence, he merges the earlier philosophies of Nature and identity with his newfound belief in a fundamental conflict between a dark unconscious principle and a conscious principle in God. God makes the universe intelligible by relating to the ground of the real but, insofar as nature is not complete intelligence, the real exists as a lack within the ideal and not as reflective of the ideal itself. The three universal ages – distinct only to us but not in the eternal God – therefore comprise a beginning where the principle of God before God is divine will striving for being, the present age, which is still part of this growth and hence a mediated fulfillment, and a finality where God is consciously and consummately Himself to Himself.”

Het is mogelijk dat hij geketend was door de overweldigende kracht en invloed van het Hegeliaanse systeem, want het was pas in 1834, na de dood van Hegel, dat hij in een voorwoord van een vertaling van Hubert Beckers van een werk van Victor Cousin, publiek uiting gaf aan zijn tegenkanting tegen de Hegeliaanse en zijn eigen vroegere filosofie. Die tegenstelling was zeker geen nieuwigheid, reeds in zijn lezingen in Erlangen had hij er ruchtbaarheid aan gegeven en in zijn werk over mythologie en religie beschouwde hij deze als de echte constitutieve tegenhangers van het negatieve logische of speculatieve denken.

### Berlijnse periode
De aandacht van het publiek werd getrokken door de wenken naar een nieuw systeem, dat beloofde positiever te zijn dan dat van Hegel, en dan in het bijzonder in zijn behandeling van religie. De publicatie van kritische werken van David Friedrich Strauss, Feuerbach, en Bruno Bauer, en de voor de hand liggende onenigheid met de Hegeliaanse school, wezen op een groeiende verwijdering van de toen dominante filosofie. In Berlijn, het hoofdkwartier van de Hegelianen, vond dit uitdrukking in de pogingen om van Schelling een officiële behandeling te krijgen van het nieuwe systeem dat hij achter de hand zou houden. Schelling kreeg zijn kans pas in 1841, met zijn benoeming als lid van de Pruisische Geheime Raad en van de Berlijnse Academie, die hem het recht gaven les te geven aan de universiteit. Onder diegenen die zijn lessen volgden waren o.a. Søren Kierkegaard (die zei dat Schelling “onverdraaglijke nonsens” verkondigde en klaagde dat zijn lessen niet op tijd eindigden), Mikhail Bakunin (die hem “interessant maar eerder onbetekenend” noemde), Jacob Burckhardt en Friedrich Engels (die, als een verdediger van Hegel, ging “om zijn graf tegen misbruiken te beschermen”). De openingsles werd gehoord door een groot en dankbaar publiek. De vijandschap van zijn oude vijand, H.E.G. Paulus, die werd aangedreven door Schellings schijnbare succes, leidde tot de heimelijke publicatie van een verslag van de lezingen over de openbaringsfilosofie. Schelling slaagde er niet in deze illegale publicaties te laten veroordelen en stopte dan ook in 1845 met het geven van publieke lezingen. Hierdoor werd geen authentieke informatie over de aard van de nieuwe positieve filosofie verkregen tot na zijn dood (in Bad Ragaz, op 20 augustus 1854), toen zijn zonen de uitgave van zijn verzamelde werken begonnen met zijn Berlijnse lezingen: 1. Inleiding in de filosofie van de mythologie (1856) 2. Filosofie van de mythologie (1857) 3. en 4. Filosofie van de openbaring (1858).

## Filosofie
Hoewel Schelling van onbetwistbaar historisch belang was, werd hij vaak bestempeld als onduidelijk en amethodisch.
Volgens zijn eigen visie, viel zijn filosofie uiteen in drie delen:
1. De overgang van Fichte’s methode naar het meer objectieve concept van natuur, m.a.w. de voortgang naar 'Naturphilosophie'.
2. De definitieve formulering van datgene wat volgens hem impliciet uit de 'Naturphilosophie' volgde, de gedachte van eenheid, gelijkheid en absoluut substraat van zowel natuur als geest, de stap naar een 'Identitätsphilosophie'.
3. De tegenstelling tussen negatieve en positieve filosofie, die het thema is van zijn lezingen in Berlijn, hoewel de wortels ervan teruggaan tot in 1804.

In elk deel van zijn denken deed hij beroep op de hulp van andere filosofische systemen. Fichte, Spinoza, Jakob Boehme en de mystici, en ten slotte de grote Griekse denkers met hun Neoplatoonse, Gnostische en Scholastische commentatoren, geven kleur aan zijn werk. Maar Schelling leende hun werk niet alleen, hij herwerkte het materiaal in een verenigde filosofische prestatie en geest.

### Naturphilosophie
In zijn 'Naturphilosophie' argumenteert Schelling dat de Natuur niet beschouwd moet worden als de abstracte limiet van het oneindige streven van de geest (zoals dat bij Fichte het geval was), of als een serie van noodzakelijke gedachten voor de geest. Volgens hem was het meer dan dat. Ze moet een realiteit voor zichzelf hebben, een realiteit die niet in conflict komt met haar ideale aard, een realiteit waarvan de interne structuur ideaal is, een realiteit waarvan de oorsprong geest is. Natuur, als het toppunt van het objectieve, en intelligentie, als het complex van alle activiteiten waaruit zelfbewustzijn bestaat, verschijnen hier als even realistisch, met eenzelfde ideale structuur en parallel met elkaar. Natuur en geest, 'Naturphilosophie' en 'Transcendentalphilosophie', bestaan dus als twee relatief complete, maar complementaire delen van het geheel.

## Werken (een sel.)
- "Ideen zu einer Philosophie der Natur" (1797)
- "Von der Weltseele" (1798)
- "System des transcendentalen Idealismus" (1800)
- "Philosophie der Kunst" (Vorlesung) (1802-1803)
- "System der gesamten Philosophie und der Naturphilosophie insbesondere" (1804)
- "Philosophische Untersuchungen über das Wesen der menschlichen Freiheit" (1809)
- "Die Weltalter" (1811)
- "Philosophie der Mythologie" (1842)
- "Philosophie der Offenbarung" (1854)

- Bibsys: 90192390
- Biblioteca Nacional de Chile: 000104306
- Biblioteca Nacional de España: XX999457
- Bibliothèque nationale de France: cb123008512 (data)
- Catàleg d'autoritats de noms i títols de Catalunya: 981058514081406706
- CiNii: DA00396182
- Gemeinsame Normdatei: 118607057
- Historisch woordenboek van Zwitserland: 048385
- International Standard Name Identifier: 0000 0001 2282 7680
- Library of Congress Control Number: n79003281
- Nationale Bibliotheek van Letland: 000028853
- Mathematics Genealogy Project: 107391
- Bibliotheek van het Japanse parlement: 00455510
- Nationale Bibliotheek van Tsjechië: jn19990007561
- Nationale bibliotheek van Australië: 36153577
- Nationale Bibliotheek van Israël: 987007267510005171
- Nationale Bibliotheek van Polen: a0000001183823
- Nationale en Universitaire bibliotheek Zagreb: 000011677
- Nederlandse Thesaurus van Auteursnamen: 191670979
- Istituto Centrale per il Catalogo Unico: CFIV048583
- LIBRIS: 206694
- SNAC: w66t1vd2
- Système universitaire de documentation: 027342573
- Trove: 1221024
- Union List of Artist Names: 500033737
- Virtual International Authority File: 88933257
- WorldCat: E39PBJqQxpjVwrjJdx3HwJHBfq